# Athroismeae
Athroismeae, manji tribus glavočika u potporodici Asteroideae. Postoji deset rodova unutar pet imenovanih podtribusa, plus incertae sedis, a ime je došlo po rodu Athroisma

## Podtribusi
1. Subtribus Lowryanthinae Pruski & Anderb.
  1. Lowryanthus Pruski (1 sp.)
  2. Apodocephala Baker (9 spp.)
2. Subtribus Athroisminae Panero
  1. Athroisma DC. (12 spp.)
  2. Blepharispermum DC. ex Wight (15 spp.)
  3. Leucoblepharis Arn. (1 sp.)
3. Subtribus incertae sedis
  1. Anisochaeta DC. (1 sp.)
  2. Artemisiopsis S. Moore (1 sp.)
4. Subtribus Symphyllocarpinae Smoljan.
  1. Symphyllocarpus Maxim. (1 sp.)
5. Subtribus Centipedinae Panero
  1. Centipeda Lour. (10 spp.)
6. Subtribus Anisopappinae Panero
  1. Anisopappus Hook. & Arn. (46 spp.)